# Пиедимулера
Пиедимулѐра (на италиански: Piedimulera, на местен диалект: Pe 'd Mulera, Пе ъд Мюлера) е село и община в Северна Италия, провинция Вербано-Кузио-Осола, регион Пиемонт. Разположено е на 248 m надморска височина. Населението на общината е 1606 души (към 2010 г.).